# Porfirine urinarie
Le porfirine urinarie sono intermedi nella biosintesi dell'emoglobina. La loro misurazione è utile per vedere se c'è un'intossicazione da metalli pesanti come mercurio, piombo, alluminio e arsenico
Tale esame dà un'indicazione precisa dell'intossicazione reale.